# Las Leñas

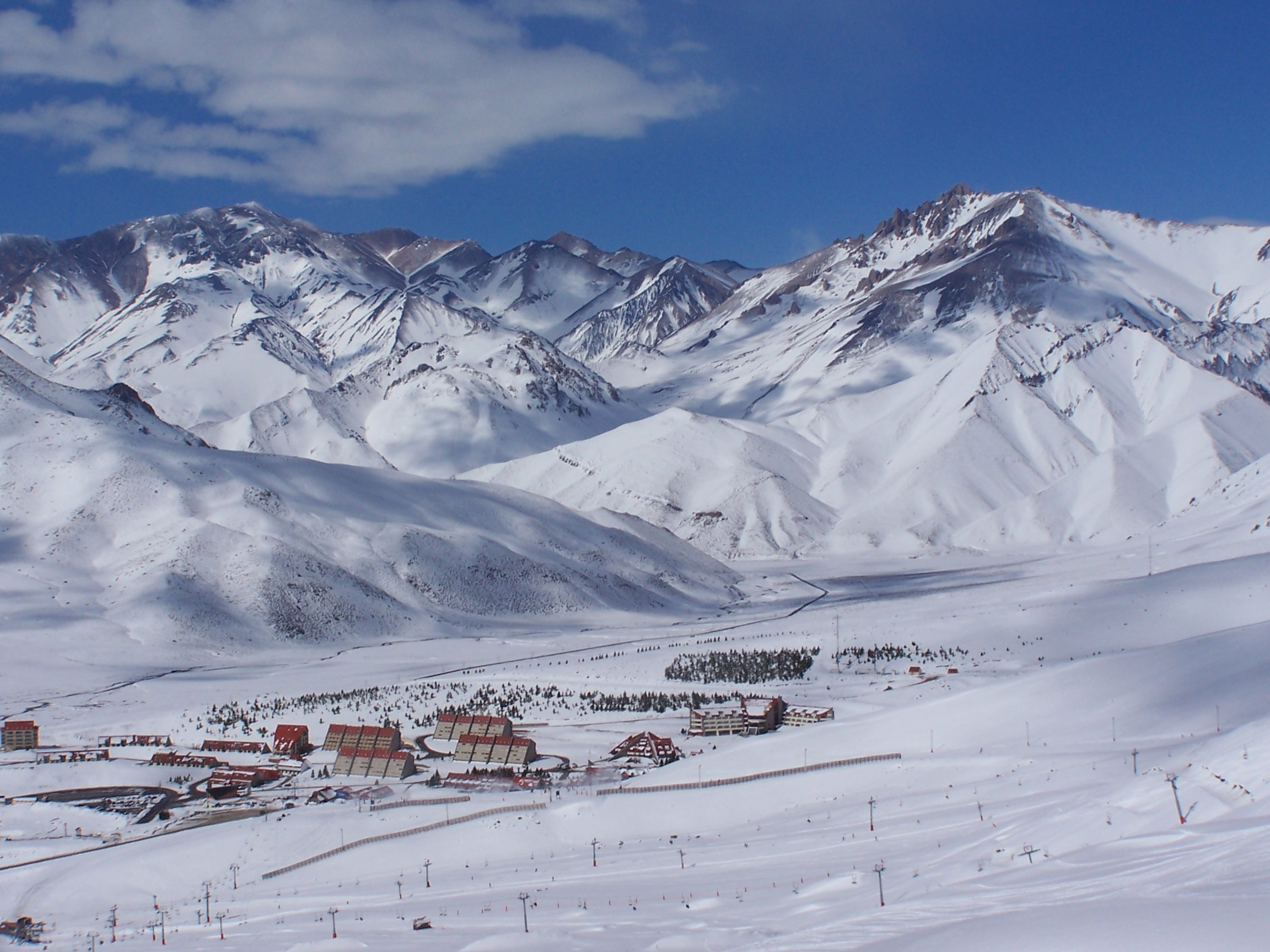
Las Leñas

Las Leñas ist ein Skigebiet in der Departamento Malargüe (Mendoza, Argentinien). Es ist eines der wichtigsten in Südamerika und wurde 1983 eröffnet. Es bietet Skifahrern wie anderen Wintersportlern viele Möglichkeiten.
Der Skibetrieb findet in einer Höhe von 2240 und 3430 Metern über NN statt. Das Gebiet umfasst 2,3 km² Fläche und bietet eine gesamte Pistenlänge von 27 km. Die längste durchgängige Abfahrstrecke beträgt dabei 7 km.
Im September 1990 war Las Leñas Austragungsort der ersten und bisher einzigen Panamerikanischen Winterspiele, nachdem zuvor dreimal der alpine Skiweltcup zu Gast gewesen war. Seit 1994 finden in unregelmäßigen Abständen Rennen des South American Cup statt.